# Kapatagan

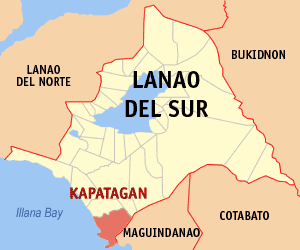
Bản đồ Lanao del Sur với vị trí của Kapatagan

Kapatagan là một đô thị hạng 5 ở tỉnh Lanao del Sur, Philippines. Theo điều tra dân số năm 2000 của Philipin, đô thị này có dân số 7.804 người trong 1.407 hộ.

## Các đơn vị hành chính
Kapatagan được chia ra 15 barangay.
- Bakikis
- Barao
- Bongabong
- Daguan
- Inudaran
- Kabaniakawan
- Kapatagan
- Lusain
- Matimos
- Minimao
- Pinantao
- Salaman
- Sigayan
- Tabuan
- Upper Igabay